# كبير مسؤولي البيانات
كبير مسؤولي البيانات (بالإنجليزية: Chief data officer)‏(CDO) هو مسؤول شركة على مستوى المؤسسة واستخدام المعلومات كأصل، من خلال معالجة البيانات والتحليل واستخراج البيانات وتداول المعلومات والوسائل الأخرى. عادةً ما تقدم التزامات الديون المضمونة تقارير إلى الرئيس التنفيذي (CEO)، على الرغم من أن هذا قد يختلف اعتمادًا على مجال الخبرة. كبير مسؤولي البيانات هو عضو في فريق الإدارة التنفيذية ومدير معالجة البيانات على مستوى المؤسسة واستخراج البيانات.

## تعريف الدور
يشارك لقب كبير مسؤولي البيانات اختصاره (CDO) مع كبير المسؤولين الرقميين، لكن الاثنين ليسا نفس الوظيفة. يتمتع كبير مسؤولي البيانات بمقياس كبير لمسؤولية العمل لتحديد أنواع المعلومات التي ستختار المؤسسة التقاطها والاحتفاظ بها واستغلالها ولأي أغراض. ولكن غالبًا ما لا يتحمل كبير المسؤولين الرقميين أو كبير مسؤولي المعلومات الرقمية نفس المسؤولية التجارية، ولكنه مسؤول عن أنظمة المعلومات التي يتم من خلالها تخزين البيانات ومعالجتها. الغرض من مسؤول البيانات الرئيسي هو ربط النتائج التكنولوجية بنتائج الأعمال المطلوبة. تتطلب الأدوار الأخرى المختلفة فهم قيمة العمل. يعني استخدام البيانات لاشتقاق نتائج الأعمال. يمكن تحقيق ذلك من خلال معرفة أعضاء الفريق والأنشطة التي يتم إجراؤها، وقيم أصحاب المصلحة وفهم احتياجات العملاء. تشمل بعض المسؤوليات الحوكمة وتقديم المشورة ومراقبة بيانات المؤسسة. من حيث العمليات، فهذا يعني تمكين قابلية استخدام البيانات جنبًا إلى جنب مع الكفاءة والتوافر. عليهم أن يبتكروا مما يعني دفع الأعمال نحو ابتكار التحول الرقمي، وخفض التكاليف، وتوليد الإيرادات. يتمثل دورهم أيضًا في توفير التحليلات الداعمة بتقارير عن المنتجات والعملاء والعمليات والأسواق.

## التاريخ والتطور
لم يتم رفع دور مدير معالجة البيانات إلى دور الإدارة العليا قبل الثمانينيات. نظرًا لأن المؤسسات قد أدركت أهمية تكنولوجيا المعلومات بالإضافة إلى ذكاء الأعمال وتكامل البيانات وإدارة البيانات الرئيسية ومعالجة البيانات للأداء الأساسي للأعمال اليومية، فقد أصبح هذا الدور أكثر وضوحًا وأهمية. يتضمن هذا الدور تحديد الأولويات الإستراتيجية للشركة في مجال أنظمة البيانات والفرص، وتحديد فرص العمل الجديدة المتعلقة بالبيانات، وتحسين توليد الإيرادات من خلال البيانات، وتمثيل البيانات بشكل عام كأصل عمل إستراتيجي في الجدول التنفيذي.
مع الارتفاع في البنى الموجهة للخدمة (SOA)، وتكامل النظام على نطاق واسع، وآليات تخزين / تبادل البيانات غير المتجانسة (قواعد البيانات، لغة التوصيف القابلة للتوسعة، التبادل الإلكتروني للبيانات، وما إلى ذلك)، من الضروري أن يكون لديك فرد رفيع المستوى، يمتلك مزيج من المعرفة التجارية، والمهارات التقنية، ومهارات التعامل مع الأفراد، وتوجيه إستراتيجية البيانات. إلى جانب فرص الإيرادات واستراتيجية الاستحواذ وسياسات بيانات العملاء، فإن كبير مسؤولي البيانات مكلف بشرح القيمة الاستراتيجية للبيانات ودورها المهم كأصل عمل ومحرك للإيرادات للمديرين التنفيذيين والموظفين والعملاء. يتناقض هذا مع العرض الأقدم لأنظمة البيانات على أنها مجرد أنظمة تقنية معلومات خلفية.
في الآونة الأخيرة، مع اعتماد علم البيانات، يُنظر أحيانًا إلى كبير مسؤولي البيانات على أنه الشخص الإستراتيجي الرئيسي إما أن يقدم تقاريره إلى كبير مسؤولي الإستراتيجية أو يخدم دور منظمات المجتمع المدني بدلاً من واحد. يتحمل هذا الشخص مسؤولية القياس على طول خطوط الأعمال المختلفة وبالتالي تحديد إستراتيجية فرص النمو التالية وعروض المنتجات والأسواق التي يجب متابعتها والمنافسين للنظر إليها وما إلى ذلك. وينظر إلى هذا في مؤسسات مثل المجموعة العالمية الأمريكية وأولستيت وفيديليتي للاستثمارات. قبل دور التزامات الدين المضمونة على نطاق واسع في عام 2019، حيث أفادت 67.9٪ من الشركات الكبرى أنها عينت كبير مسؤولي البيانات، ارتفاعًا من 12.0٪ في عام 2012،

## التعيينات المبكرة لدوركبير مسؤولي البيانات
- عيينت كاثرين كلاي دوس من كابيتال وان مديرة البيانات في عام 2002.[4]
- أسامة فياض، كبير مسؤولي البيانات ونائب رئيس ياهو! في عام 2005.[5][6]

## مثال بارز على التزامات الدين المضمونة
- فيليب بورن هو المدير المساعد لعلوم البيانات في المعاهد الوطنية للصحة[7]
- أسامة فياض كان أول كبير مسؤولي البيانات لشركة ياهو! في 2004-2009 وأيضًا كبير مسؤولي البيانات في باركليز في لندن من 2013 إلى 2016. أظهر كيف يمكن لهذا الدور أن يولد قيمة من خلال إنشاء مصدر إيرادات جديد بقيمة 500 مليون دولار استنادًا إلى الاستهداف السلوكي لإعلانات ياهو! في عام 2008.[8]
- أشوك سريفاستافا هو كبير مسؤولي البيانات في شركة إنتويت الرائدة في مجال الذكاء الاصطناعي والتعلم الآلي في الشركة.[9]

## الاتجاهات الصناعية والجغرافية في التزامات الديون المضمونة
في أعقاب أزمة الائتمان لعام 2008، أنشئت العديد من البنوك الكبرى وشركات التأمين دور التزامات الدين المضمونة لضمان جودة البيانات والشفافية للإدارة التنظيمية وإدارة المخاطر بالإضافة إلى إعداد التقارير التحليلية. تم تعيين التزامات الديون المضمونة في الأصل لتركيز المزيد من الاهتمام التنفيذي خارج البوصلة التقليدية لرئيس قسم المعلومات (CIO). خلال جائحة فيروس كورونا، أظهر كبار مسؤولي البيانات أن التنقل في الوضع المتغير أمر مهم. تحتاج الشركات إلى التكيف والابتكار من أجل الاستمرار في الحفاظ على الأرباح والبقاء. يعد وضع خارطة طريق أمرًا ضروريًا أثناء أي اضطرابات في عالم الأعمال مع تغير البيئة. الاتجاه هو تحسين استخدام التحليلات التطبيقية لتعظيم فرص العمل والابتكار. عمل كبار مسؤولي البيانات في عام 2020 عن كثب مع المديرين التنفيذيين الآخرين وركزوا أكثر على الأتمتة. الهدف هو تقليل وقت الدورة التحليلية مع تقليل عدد أخطاء البيانات أيضًا. تقلل المسؤولية وتمنح مساحة لمزيد من الفرص وتخلق ميزة تنافسية. تجد كبير مسؤولي البيانات أنه من الضروري مواكبة لوائح الحوكمة نظرًا لوجود أنواع مختلفة من البيانات في مواقع مختلفة. تستمر القوانين التي تركز على البيانات في التحديث ويجب تحديث التزامات الدين المضمونة بالقوانين في السوق التي تعمل فيها المنظمة وتجمع البيانات.